# La Colombe (Manche)
La Colombe és un municipi francès situat al departament de la Manche i a la regió de Normandia. L'any 2007 tenia 619 habitants.

## Demografia

### Població
El 2007 la població de fet de La Colombe era de 619 persones. Hi havia 236 famílies de les quals 44 eren unipersonals (24 homes vivint sols i 20 dones vivint soles), 100 parelles sense fills i 92 parelles amb fills.
La població ha evolucionat segons el següent gràfic:
Habitants censats

### Habitatges
El 2007 hi havia 286 habitatges, 245 eren l'habitatge principal de la família, 18 eren segones residències i 23 estaven desocupats. Tots els 285 habitatges eren cases. Dels 245 habitatges principals, 195 estaven ocupats pels seus propietaris i 50 estaven llogats i ocupats pels llogaters; 6 tenien dues cambres, 34 en tenien tres, 78 en tenien quatre i 127 en tenien cinc o més. 109 habitatges disposaven pel capbaix d'una plaça de pàrquing. A 101 habitatges hi havia un automòbil i a 128 n'hi havia dos o més.

### Piràmide de població
La piràmide de població per edats i sexe el 2009 era:
| Homes | Edats   | Dones |
| ----- | ------- | ----- |
| 0     | 95 o +  | 0     |
| 0     | 90 a 94 | 0     |
| 0     | 85 a 89 | 8     |
| 4     | 80 a 84 | 12    |
| 4     | 75 a 79 | 4     |
| 20    | 70 a 74 | 8     |
| 24    | 65 a 69 | 36    |
| 20    | 60 a 64 | 12    |
| 12    | 55 a 59 | 16    |
| 28    | 50 a 54 | 12    |
| 4     | 45 a 49 | 8     |
| 28    | 40 a 44 | 28    |
| 16    | 35 a 39 | 16    |
| 40    | 30 a 34 | 36    |
| 12    | 25 a 29 | 8     |
| 0     | 20 a 24 | 20    |
| 8     | 15 a 19 | 28    |
| 24    | 10 a 14 | 4     |
| 28    | 5 a 9   | 8     |
| 16    | 0 a 4   | 24    |

## Economia
El 2007 la població en edat de treballar era de 376 persones, 287 eren actives i 89 eren inactives. De les 287 persones actives 270 estaven ocupades (146 homes i 124 dones) i 17 estaven aturades (8 homes i 9 dones). De les 89 persones inactives 42 estaven jubilades, 26 estaven estudiant i 21 estaven classificades com a «altres inactius».

### Ingressos
El 2009 a La Colombe hi havia 247 unitats fiscals que integraven 635,5 persones, la mediana anual d'ingressos fiscals per persona era de 16.791 €.

### Activitats econòmiques
Dels 23 establiments que hi havia el 2007, 1 era d'una empresa extractiva, 1 d'una empresa alimentària, 2 d'empreses de fabricació d'altres productes industrials, 9 d'empreses de construcció, 6 d'empreses de comerç i reparació d'automòbils, 1 d'una empresa immobiliària, 1 d'una empresa de serveis, 1 d'una entitat de l'administració pública i 1 d'una empresa classificada com a «altres activitats de serveis».
Dels 8 establiments de servei als particulars que hi havia el 2009, 1 era un paleta, 2 guixaires pintors, 2 fusteries, 1 electricista i 2 empreses de construcció.
Dels 2 establiments comercials que hi havia el 2009, 1 era un hipermercat i 1 una botiga de menys de 120 m².
L'any 2000 a La Colombe hi havia 63 explotacions agrícoles que ocupaven un total de 1.176 hectàrees.

## Poblacions més properes
El següent diagrama mostra les poblacions més properes.